# جون تشيس
جون تشيس (بالإنجليزية: John Chase)‏ هو لاعب كرة قاعدة أمريكي، ولد في 12 يونيو 1906 في ميلتون في الولايات المتحدة، وتوفي في 1 أبريل 1994 في سالم في الولايات المتحدة.

## وصلات خارجية
- جون تشيس على موقع EliteProspects.com (الإنجليزية)
- جون تشيس على موقع Eurohockey.com (الإنجليزية)
- جون تشيس على موقع HockeyDB.com (الإنجليزية)
- جون تشيس على موقع أوليمبيديا (الإنجليزية)